# 台北市電敷設計画

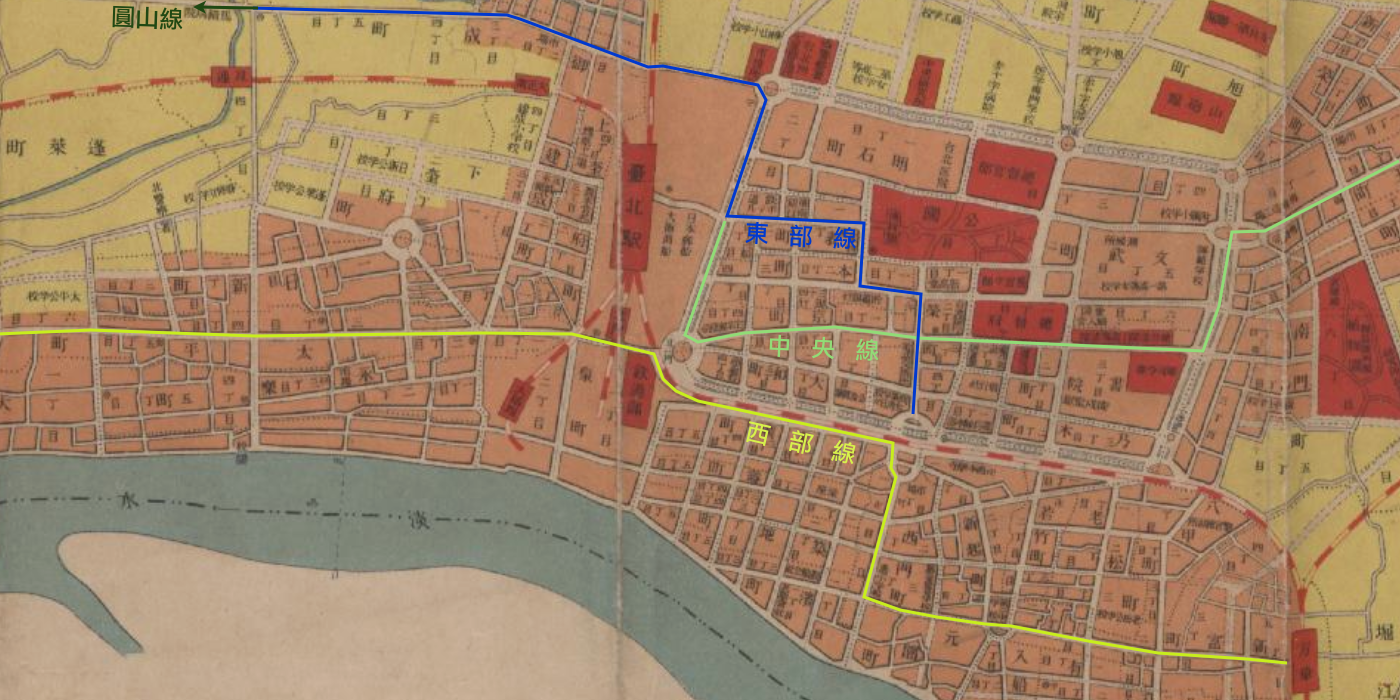
台北市電計画路線図

台北市電敷設計画（たいほくしでんふせつけいかく）とは日本統治時代の1928年（昭和3年）に、台北市尹であった田端幸三郎が提出した台北市における路面電車の施設計画。

## 概要
日本統治時代、台北市の交通問題を解決するため、4本の路面電車の路線を敷設する計画を立てた。（略称は市電）予算は当時の価格で213万4,091円。敷設計画が公布されると、台北市協議会（市議会）に財政上の理由から反対に遭い、同時に台湾民衆党台北支部も反対運動を発起し、撤回を要求した。1929年（昭和4年）に田端幸三郎が市尹を辞職すると、新市尹である増田秀吉は台北市協議会と向かい合い、市民の反対の声の下、市電計画に対して支持しないことを表明し、計画が中止となった。

## 計画路線
- 中央線、東部線、西部線は複線、円山線は単線として計画
- （）内は現在の地名

### 中央線
- 児玉町から南門を出て三線道路（愛国西路）に沿って、軍司令部から書院町三丁目、総督府から後門を横断して栄町、京町を過ぎて北門を出て、右へ曲がり、三線道路（忠孝西路）に沿って台北駅に至る路線。

### 東部線
- 栄町の台日社（新生報大楼）から新高堂（東方出版社）、左へ曲がり本町へ至り、博物館（台湾博物館）から表町、鉄道旅館（新光三越台北駅前店、統一元気館）、台北駅から三線道路（忠孝西路）に沿って州庁（監察院）、左に曲がって勅使街道（中山北路）から宮前町派出所（中山二派出所）に至る路線。

### 西部線
- 太平町六丁目を起点に、鉄道部前、線路（中華路）に沿って末広小学校（福星国小）、右へ曲がって世界館（誠品116）、芳乃亭（国賓劇院）、寿小学校（西門国小）角を左へ曲がり、万華駅に至る路線。

### 円山線
- 宮前町派出所（中山二派出所）から円山動物園（児童育楽中心）に至る路線。